# Deserto de névoa

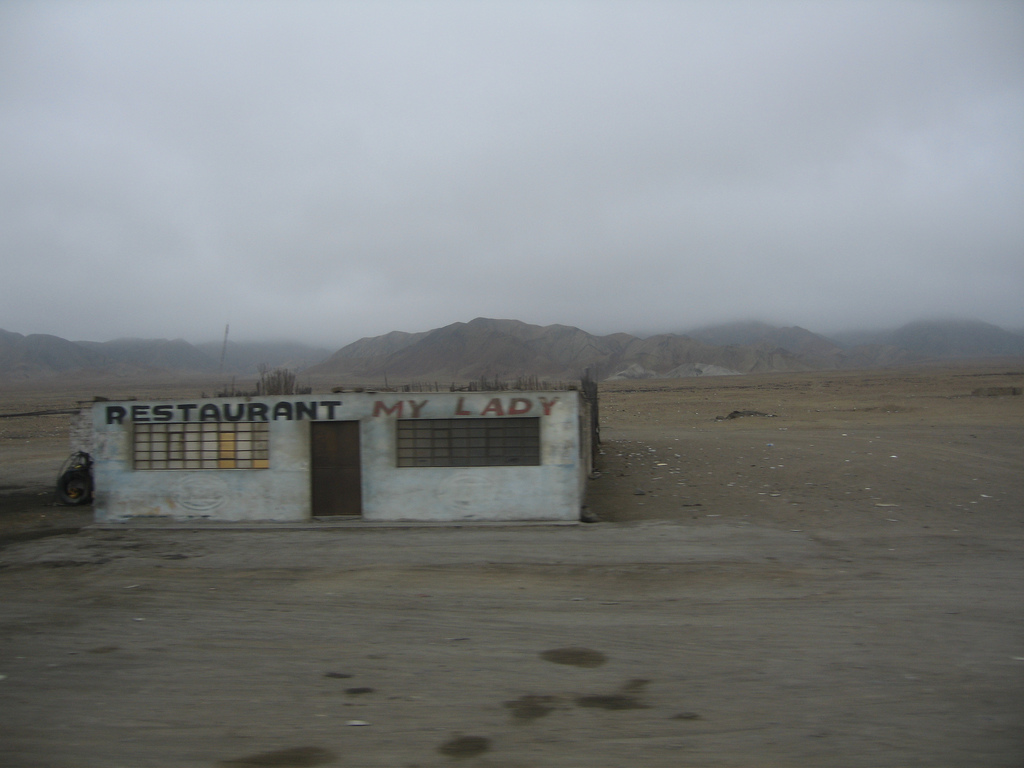
Deserto entre Lima e Trujillo, no Peru. Os Andes, obscurecidos pela névoa, estão ao fundo.

Um deserto de névoa é um tipo de deserto no qual a umidade da névoa — no fenômeno conhecido como precipitação oculta — fornece a maior parte da umidade necessária à vida animal e vegetal.
Exemplos desse tipo de deserto são o Atacama, na costa chilena e peruana, o deserto mexicano da Baixa Califórnia, o deserto do Namib na Namíbia, na península Arábica, e na Biosfera 2, uma ecosfera artificial fechada no estado americano do Arizona.
O deserto do Atacama, o mais seco do mundo, é capaz de manter certo nível de biodiversidade em função de seu status como deserto de névoa.
Grandes amplitudes e mudanças na elevação das serras e cordilheiras permitem aos ventos marítimos se direcionarem e determinadas áreas geográficas, fato comum em desertos de névoa. A cordilheira dos Andes divide o Peru e do Chile em regiões costeiras e internas e permite a formação do deserto de névoa ao longo da costa do Pacífico. No Atacama, a cobertura vegetal pode chegar a mais de 50% no meio da área de névoa, enquanto áreas acima da linha de névoa chegam a ser completamente desprovidas de vida.